# Ruhstorf an der Rott
Ruhstorf an der Rott település Németországban, azon belül Bajorországban. Lakosainak száma 7100 fő (2023. december 31.). Ruhstorf an der Rott Pocking, Tettenweis, Bad Griesbach im Rottal, Fürstenzell, Neuburg am Inn, Neuhaus am Inn és Ortenburg községekkel határos.

## Népesség
A település népessége az elmúlt években az alábbi módon változott:
| Lakosok száma | 5865 | 5741 | 6952 | 6943 | 6938 | 6944 | 7054 | 7066 | 7114 | 7100 |
|               | 1970 | 1975 | 2011 | 2012 | 2014 | 2015 | 2017 | 2019 | 2022 | 2023 |